# 新義真言宗
新義真言宗（しんぎしんごんしゅう）是日本佛教真言宗的宗派之一。廣義指包含以根來寺為本山的新義真言宗、以智積院為本山的真言宗智山派、以長谷寺為本山的真言宗豐山派、以室生寺為本山的真言宗室生寺派等，狹義指以根來寺為總本山的「新義真言宗」。

## 教義

### 本尊
- 大日如來
- 金剛薩埵
- 尊勝佛頂

### 教祖
- 高祖：弘法大師 空海
- 宗祖：興教大師 覺鑁

## 歷史
新義真言宗的歷史始於覺鑁開創根來寺。
日本二戰投降後，1953年（昭和28年），宗教法人法改正，以根來寺為總本山，創設新義真言宗。

## 寺格（順不同）
- 總本山　一乘山大傳法院　根來寺（和歌山縣岩出市根來）
- 大本山　密嚴山誕生院（佐賀縣鹿島市）
- 別院　如意珠山龍嚴寺一乘院（鹿兒島縣南薩摩市）
- 一般寺院

## 宗務組織
- 宗務所
  - 宗務總長
  - 總務部
  - 財務部
  - 法務部
  - 教務部
- 宗務出張所（東京都文京區）
- 根來寺文化研究所（根來寺內）

## 教育機關
- 新義專門學院

## 外部連結
- 新義真言宗・本山根來寺 （页面存档备份，存于）
- 真言宗豐山派 （页面存档备份，存于）
- 真言宗智山派 （页面存档备份，存于）